# Wólka Plebańska (województwo lubelskie)
Wólka Plebańska – wieś w Polsce położona w województwie lubelskim, w powiecie bialskim, w gminie Biała Podlaska. Leży nad niewielką rzeką Rudką, dopływem Krzny.
| SIMC    | Nazwa      | Rodzaj    |
| ------- | ---------- | --------- |
| 1019786 | Bukrejówka | część wsi |
| 1019792 | Dancza     | część wsi |
| 1021412 | Rowy       | część wsi |
| 0011104 | Rudka      | część wsi |

W 1921 roku wieś liczyła 254 mieszkańców, wszyscy mieszkańcy byli Polakami i wyznawali rzymski katolicyzm.
W latach 1975–1998 miejscowość należała administracyjnie do województwa bialskopodlaskiego.
Wieś jest sołectwem w gminie Biała Podlaska. Według Narodowego Spisu Powszechnego z roku 2011 wieś liczyła 403 mieszkańców.
Wierni Kościoła rzymskokatolickiego należą do parafii św. Anny w Białej Podlaskiej. W miejscowości znajduje się cmentarz prawosławny pochodzący z II poł. XIX wieku